# Pulau Panjang Besar
Pulau Panjang Besar är en ö i Indonesien.   Den ligger i provinsen Kepulauan Riau, i den västra delen av landet, 800 km norr om huvudstaden Jakarta. Arean är 0,52 kvadratkilometer.
Terrängen på Pulau Panjang Besar är platt. Öns högsta punkt är 39 meter över havet. Den sträcker sig 1,2 kilometer i nord-sydlig riktning, och 1,4 kilometer i öst-västlig riktning.